# Авентинский блок
Авентинский блок (итал. Secessione dell'Aventino) или Комитет оппозиционных фракций — антифашистский блок оппозиционных партий и политических группировок. Был создан в Италии в 1924 году после убийства фашистами Джакомо Маттеотти. Авентинцы передали меморандум королю Виктору Эммануилу с просьбой о смещении Муссолини с поста главы правительства. Однако король отказался принять меморандум. Название «Авентинский блок» было дано по аналогии с легендой об уходе римских плебеев (в 451 до н. э.) на Авентин.